# 張皇后 (朱友珪)
張皇后（ちょうこうごう、? - 913年）は、後梁の廃帝朱友珪の皇后。諱は不詳。

## 生涯
初め、郢王朱友珪に正室として嫁いだ。朱友珪の父の太祖朱晃の好色は見境がなく、各地に封じていた諸子の王の正妻を都に残させて自らの近くに侍らせ、通じるようになった。その頃、太祖には嫡出男子がなかった。長男の朱友裕が早世したので、次男の朱友珪は有力な皇太子候補であった。しかし仮子である博王朱友文の妻の王氏は他の嫁たちより美しく、太祖を虜にした。
乾化2年（912年）、病が重くなった太祖は朱友文を召し寄せて皇太子にしようとした。張氏がこれを知って夫に告げ、「あの人が即位したら私たちも処刑されます」と言った。激怒した朱友珪は近衛軍と結託して宮中に押し入り、太祖を殺した。また、暗殺の責任を朱友文に被せて妻の王氏と共に処刑した。朱友珪が即位すると、張氏は皇后に冊立された。
鳳暦元年（913年）、禁軍が反乱を起こした。朱友珪は逃亡しようとしたが既に手遅れだったため、側近に皇后の張氏を殺させ、次に自分を殺させた。

## 伝記資料
- 『新五代史』
- 『旧五代史』